# Chalcionellus masumotoi
Chalcionellus masumotoi är en skalbaggsart som beskrevs av Miłosz A. Mazur och Ôhara 2003. Chalcionellus masumotoi ingår i släktet Chalcionellus och familjen stumpbaggar. Inga underarter finns listade i Catalogue of Life.